# NGC 2105
NGC 2105 ist ein offener Sternhaufen im Sternbild Dorado in der Großen Magellanschen Wolke.
Das Objekt wurde am 2. Januar 1837 von John Herschel entdeckt.